# Giro d'Itàlia de 1928
El Giro d'Itàlia de 1928 fou la setzena edició del Giro d'Itàlia i es disputà entre 12 de maig i el 3 de juny de 1928, amb un recorregut de 3.044 km distribuïts en 12 etapes. L'inici i final de la cursa fou a Milà.

## Història
Aquesta és l'edició en què més ciclistes han pres part a la cursa italiana, amb 298 inscrits, dels quals 126 la van acabar.
L'estructura del Giro torna al model clàssic, amb una etapa seguida del dia de descans. Alfredo Binda s'adjudicà el segon Giro consecutiu i tercer del seu historial, igualant d'aquesta manera Giovanni Brunero en el palmarès. A banda de la victòira general aconseguí 6 victòries d'etapa, la meitat de les disputades. Unes altres 5 les guanyà Domenico Piemontesi, mentre que la restant la guanyà Albino Binda, germà de Binda.
Giuseppe Pancera i Bartolomeo Aymo, segon i tercer respectivament, acompanyaren a Binda al podi.

## Classificació general
| Classificació General                   | Classificació General     | Classificació General | Classificació General |
| Pos.                                    | Ciclista                  | Temps                 |                       |
| --------------------------------------- | ------------------------- | --------------------- | --------------------- |
| 1                                       | Alfredo Binda (ITA)       | 114h 15' 19"          |                       |
| 2                                       | Giuseppe Pancera (ITA)    | + 18' 13"             |                       |
| 3                                       | Bartolomeo Aymo (ITA)     | + 27' 25"             |                       |
| 4                                       | Victor Fontan (FRA)       | + 31' 30"             |                       |
| 5                                       | Egidio Picchiottino (ITA) | + 36' 23"             |                       |
| 6                                       | Aristide Cavallini (ITA)  | + 40' 34"             |                       |
| 7                                       | Amulio Viarengo (ITA)     | + 52' 19"             |                       |
| 8                                       | Albino Binda (ITA)        | + 54' 53"             |                       |
| 9                                       | Giovanni Brunero (ITA)    | + 1h 13' 00"          |                       |
| 10                                      | Pietro Chesi (ITA)        | + 1h 14' 07"          |                       |
| 298 participants, 126 acabaren la cursa |                           |                       |                       |

## Etapes
| Etapa | Data       | Recorregut         | Km   | Vencedor d'etapa          | Líder de la general       |
| ----- | ---------- | ------------------ | ---- | ------------------------- | ------------------------- |
| 1a    | 12 de maig | Milà – Trento      | 233  | Domenico Piemontesi (ITA) | Domenico Piemontesi (ITA) |
| 2a    | 14 de maig | Trento - Forlì     | 313  | Alfredo Binda (ITA)       | Domenico Piemontesi (ITA) |
| 3a    | 16 de maig | Predappio - Arezzo | 148  | Alfredo Binda (ITA)       | Domenico Piemontesi (ITA) |
| 4a    | 18 de maig | Arezzo - Sulmona   | 328  | Domenico Piemontesi (ITA) | Alfredo Binda (ITA)       |
| 5a    | 20 de maig | Sulmona - Foggia   | 255  | Alfredo Binda (ITA)       | Alfredo Binda (ITA)       |
| 6a    | 22 de maig | Foggia - Nàpols    | 248  | Domenico Piemontesi (ITA) | Alfredo Binda (ITA)       |
| 7a    | 24 de maig | Nàpols - Roma      | 275  | Domenico Piemontesi (ITA) | Alfredo Binda (ITA)       |
| 8a    | 26 de maig | Roma - Pistoia     | 323  | Albino Binda (ITA)        | Alfredo Binda (ITA)       |
| 9a    | 28 de maig | Pistoia - Mòdena   | 2064 | Domenico Piemontesi (ITA) | Alfredo Binda (ITA)       |
| 10a   | 30 de maig | Mòdena - Gènova    | 270  | Alfredo Binda (ITA)       | Alfredo Binda (ITA)       |
| 11a   | 1 de juny  | Gènova - Torí      | 195  | Arturo Bresciani (ITA)    | Alfredo Binda (ITA)       |
| 12a   | 3 de juny  | Torí - Milà        | 251  | Domenico Piemontesi (ITA) | Alfredo Binda (ITA)       |